# Die drei Schwestern

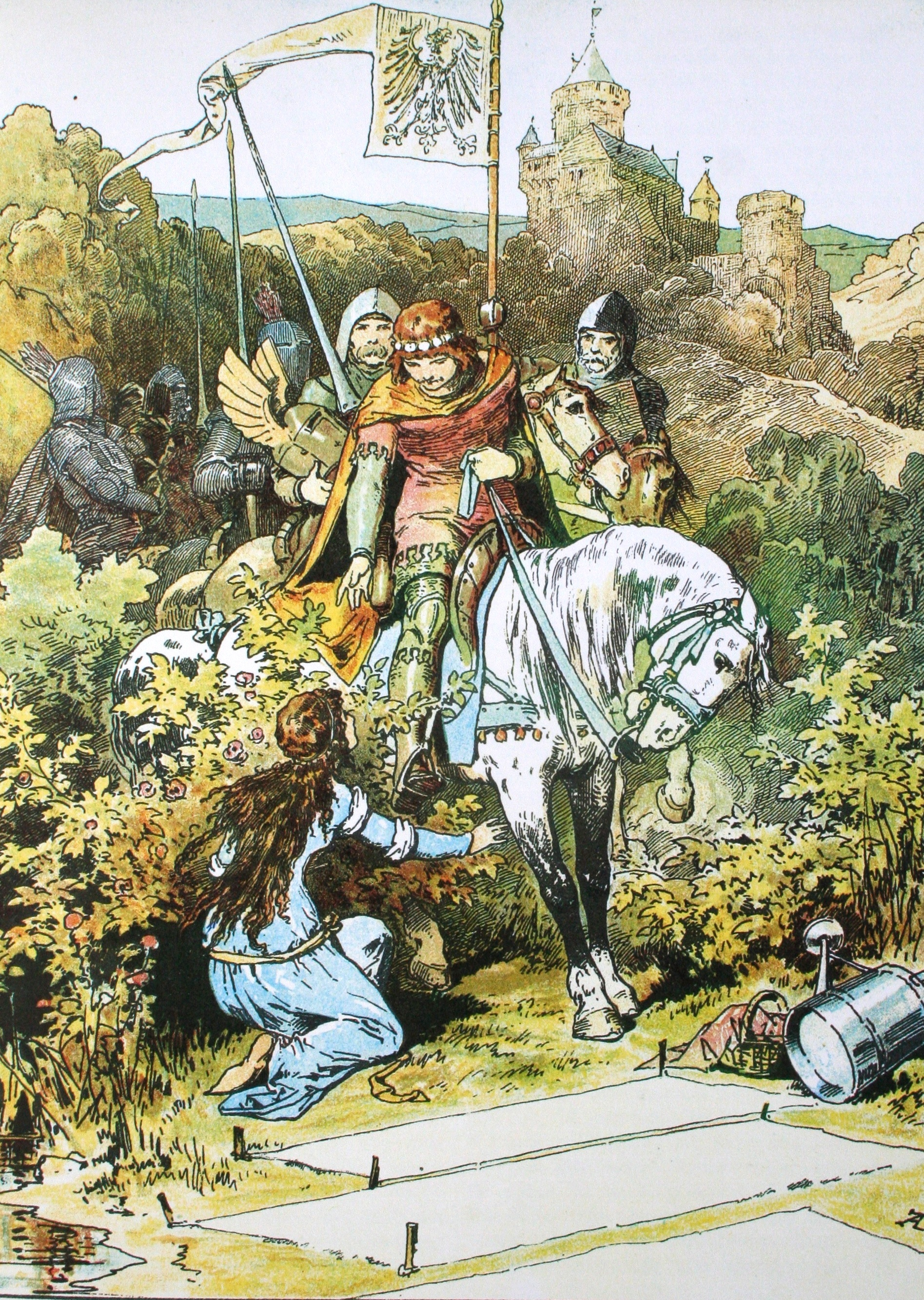
Die drei Schwestern, Darstellung von Alexander Zick

Die drei Schwestern ist ein Märchen (ATU 552, 302). Es stand in den Kinder- und Hausmärchen der Brüder Grimm nur in der 1. Auflage von 1812 an Stelle 82 (KHM 82a) und stammt aus dem ersten Band von Johann Karl August Musäus’ Volksmährchen der Deutschen (Die Bücher der Chronika der drey Schwestern), 1782. Die Geschichte war ab Ende des 18. Jahrhunderts als Volksbuch verbreitet, teilweise als Reinald das Wunderkind.

## Inhalt
Ein König vertut seinen unermesslichen Reichtum, bis er in einem Waldschloss von Kartoffeln leben muss. Einmal will er im Wald einen Hasen jagen, wo schreckliche Tiere sein sollen. Gerade will er Kartoffeln essen, da kommt ein Bär, der ihn fressen will, weil er bei seinem Honigbaum sitzt. Nur im Austausch für des Königs älteste Tochter, die der Bär nach sieben Tagen abholen will, gibt er ihm sogar einen Zentner Gold. Der König plant, ihn zu betrügen, doch es kommt in aller Frühe ein schöner Prinz mit prächtigem Wagen, sechs Pferden und goldenen Reitern und führt die Tochter in den Zauberwald, dass der Vater nur noch nachrufen kann: „Ade! Du Fräulein traut, / Fahr hin, du Bärenbraut!“ Dafür findet er einen Zentner Gold, womit er sein früheres Leben wieder beginnt, bis alles verbraucht ist und er wieder ins Waldschloss zurückkehren muss.
So verspricht er seine zweite Tochter beim Jagen mit dem Falken einem Adler und die dritte beim Fischen einem Walfisch, die sie nach sieben Wochen bzw. sieben Monaten holen. Über den Verlust der Jüngsten ist er so betrübt, dass er diesmal sparsam bleibt. Die Königin bekommt einen Sohn Reinald, das Wunderkind. Als er sechzehn ist, geht er seine Schwestern suchen und findet die erste in einer Bärenhöhle, die zweite in einem Adlernest und die dritte in einem Kristallpalast im See. Ihre Gatten würden ihn fressen, wenn sie ihn nicht versteckten, nur jeden siebten Tag, Woche bzw. Monat sind sie menschlich und geben ihm zum Abschied drei Bärenhaare, drei Adlerfedern und drei Fischschuppen, wenn er mal in Not wäre. Er wandert noch sieben Tage und kommt zu einem Schloss mit stählernem Tor, davor ein stählerner schwarzer Stier, an dem sein Schwert und seine Lanze zerbrechen. Er nimmt seine Wundergaben; da besiegt ein Bär den Stier, aus dem ein Vogel auffliegt, ein Adler schlägt ihn, doch er lässt ein Ei in einen See fallen, das speit ihm ein Fisch an Land. Darin ist ein Schlüssel, damit öffnet er das Tor und findet im hinteren Zimmer eine schlafende Jungfrau. Sie erwacht, als er eine schwarze Tafel zerbricht. Es ist die Schwester seiner drei Schwager. Sie wurden alle von einem bösen Zauberer verwandelt, weil die Prinzessin diesem die Liebe versagt hatte. Die Brüder kommen heim und Reinald heiratet die erlöste Prinzessin.

## Herkunft

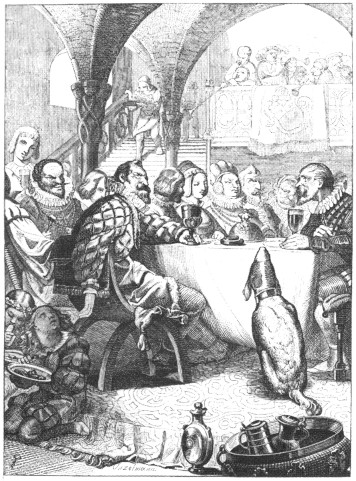
Illustration von Adolph Schroedter

Grimms Text ist eine mündliche Nacherzählung von Johann Karl August Musäus’ Die Bücher der Chronika der drey Schwestern (1782, Nr. 1), weshalb er zur 2. Auflage entfiel. Grimms Anmerkung von 1812 gibt noch an, man habe von Musäus beibehalten, was volksmäßig schien. Der Märchenforscher Hans-Jörg Uther stellt fest, dass Wilhelm Grimm Musäus’ Text um ca. 80 % kürzte, die Sätze vereinfachte und satirische Anspielungen strich. Aus dem Grafen wird ein König, die Namen der Töchter und Verse entfallen. Bei Musäus sagt der Vater „Ade, mein Töchterlein! Fahre hin, du Bärenbraut“, der zweite Ritter „Ich sehe dich, ich suche dich, fein Liebchen, ach verbirg dich nicht; rasch schwing dich hinter mich aufs Roß, du schöne Adlerbraut!“ Die Gräfin bekommt den Sohn nach Wallfahrt zu einem Eremiten. Die Bärenbraut altert an verwandelten Tagen nicht, wie die Sieben Schläfer von Ephesus. Musäus erklärt gegen Ende, der böse Zauberer sei Libussa unterlegen, die erlösten Brüder gründeten Bernburg, Aarburg und ein „Delphinat“ in Burgund, wie man noch an den Wappen sehe.
Walter Scherf zufolge stützten die Brüder Grimm sich vorwiegend oder ausschließlich auf Musäus’ Text, dem wiederum Basiles Die drei Tierkönige zugrunde liege, im Stil der Zeit d’Aulnoys. Der verarmte König und seine Begegnungen mit den dunklen, künftigen Männern seiner Töchter passen zu Märchen von der Schönen und dem Tier (AaTh 425 C) oder Spielarten von Schwanenjungfrau-Märchen (AaTh 400), der Zauberwald zu Amor und Psyche-Märchen (AaTh 425 A). Die Reichtümer sind hier ein blindes Motiv und gehören zum unwissentlich dem Bösen verkauften Sohn (AaTh 400: Der König vom goldenen Berg). Alles Weitere bewertet Scherf als liebenswürdig ironisierendes, mit phantastisch-realistischen Zügen ausgestattetes Buchmärchen von den Tierschwägern und der Erlösung einer Schönen aus der Macht eines Dämons (AaTh 552 A, 302 C*), vollständiger in Afanas’evs Der unsterbliche Koščej und Marja Morevna. Das Goldei ist das Herz des Dämons, wie in Grimms Die Kristallkugel, Bechsteins Der Mann ohne Herz, Ulrich Jahns Die Prinzessin auf dem Baum. Auf Musäus’ Text beruht das Volksbuch Die drei Schwestern; eine Geschichte von vielen Abenteuern und Bezauberungen, auch deren Lösungen, durch Reinald, genannt das Wunderkind. Eine weitere Fassung Reinhald das Wunderkind erschien 1819 von Johann Andreas Christian Löhr.
Laut Anmerkung der Brüder Grimm zu ihrem Die Kristallkugel ähnelt Pröhles Kindermärchen Nr. 1 Musäus’ Version. Auch zu Das singende springende Löweneckerchen erwähnen sie Musäus. Aus Grimms Märchen vgl. KHM 88 Das singende springende Löweneckerchen, KHM 9 Die zwölf Brüder, KHM 163 Der gläserne Sarg, KHM 161 Schneeweißchen und Rosenrot, KHM 197 Die Kristallkugel. Die Handlung ähnelt auch in Giambattista Basiles Pentameron IV,3 Die drei Tierkönige.